# Tighten Up, Vol. 88
Tighten Up, Vol. 88 is het derde studioalbum van de Britse indiedance-groep Big Audio Dynamite uit 1988. 

## Inhoud
De naam van het album is een boutade naar de (lange) reeks compilatiealbums Tighten Up uitgegeven door Trojan Records. Tighten Up Vol. 88 werd geproduceerd door frontman Mick Jones. De release van het album liep vertraging op door ziekte van Jones (longontsteking). De opnames konden weer hervatten zodra Jones hersteld werd verklaard. Het album bevat de single "Just Play Music!", waarmee de groep een hit scoorde. Echter werd het album zelf relatief lauw onthaald. Tighten Up, Vol. 88 was het eerste Big Audio Dynamite-album dat geen certificaat opleverde. 
De vijf originele leden van Big Audio Dynamite hebben samen de nummers geschreven. De cover van het album is vervaardigd door Paul Simonon, collega van Mick Jones bij The Clash. Men ziet onder anderen drummer Greg Roberts (achter een draaitafel) en Don Letts (centraal, drinkend en met hoedje).

## Nummers
A-kant
1. "Rock Non Stop (All Night Long)" (Donovan, Jones, Letts) - 3:38
2. "Other 99"  (Jones, Letts) - 4:49
3. "Funny Names" (Jones, Letts) - 2:29
4. "Applecart" (Jones, Roberts) - 4:21
5. "Esquerita" (Jones) - 2:09
6. "Champagne" (Donovan, Jones) - 4:40

B-kant
1. "Mr. Walker Said" (Jones, Letts, Roberts) - 4:54
2. "The Battle of All Saints Road" (Jones, Letts) - 3:28
3. "Hip, Neck & Thigh" (Jones, Letts) - 4:29
4. "2000 Shoes" (Donovan, Letts, Roberts) - 5:04
5. "Tighten Up, Vol. 88" (Jones, Letts, Roberts, Williams) - 4:55
6. "Just Play Music!" (Jones, Letts, Roberts) - 4:55

## Bezetting
- Mick Jones - Zang, Gitaar
- Don Letts – Zang / DJ
- Leo Williams – Basgitaar
- Greg Roberts – Drums
- Dan Donovan – Keyboards